# Aizã
Aizã ( em fon, Ayizan ) é um vodu originário de Aladá.

## África
Aizã, cujo nome significa "A esteira da terra" é um vodu feminino dos mais importantes na cosmologia fon. Ela é considerada a dona dos mercados e dos espaços públicos, onde as pessoas se encontram e interagem. Para alguns, ela é considerada a primeira divindade cultuada pelo primeiro ancestral. A ela também é atribuído o dom da palavra e da comunicação e desta forma está estritamente ligada à Lebá, a quem muitas vezes é associada como mãe ou esposa. Sua representação é um montículo de terra colocado no meio das praças de mercado coberto de muitas rodilhas de dezan (palmas ainda verdes e desfiadas de dendezeiro), onde os comerciantes fazem oferendas. Aizã também é cultuada nos humpame, onde é responsável pelos neófitos em processo de educação, sendo seu montículo sagrado colocado no abaçá (espaço mais externo ou ante-câmara), ou no abaji (espaço mais interno) dos conventos. O culto de Aizã, de origem hwedá, é forte sobretudo na região de Uidá, no Benim.

## Haiti

Vevê

No vodu haitiano, é um loá, por vezes chamado Grão-Aizã (em francês: Gran Aïzan). È considerado a senhora da pureza ritual e a Mambo, ou sumo-sacerdotisa iniciadora (como a ialorixá no Candomblé) arquetípica, sendo homenageada em primeiro lugar nas cerimônias. Nas iniciações do vodu, a presença de Aizã é marcada pela rodilha de palma desfiada de dendezeiro (dezan), que os neófitos usam ao sobre a cabeça ao ingressarem na reclusão iniciática.
Especialmente no Haiti, é o loá do mercado e do comércio. É sincretizada com a Santa Clara católica, e seu símbolo é a folha de palmeira; ela não bebe álcool e é a esposa de Loco Atisou.